# 宮地尚子
宮地 尚子（みやじ なおこ、1961年 - ）は、日本の精神科医、人類学者、社会学者。専門は文化精神医学、医療人類学、ジェンダー論。一橋大学大学院社会学研究科教授。日本医療情報センター懸賞論文最優秀賞、日本青年会議所TOYP大賞受賞。

## 人物・経歴
兵庫県生まれ。1986年、京都府立医科大学医学部卒業。国立大阪病院臨床研修医、ペンシルバニア大学付属病院精神科研修、ハーバード大学医学大学院社会医学教室客員研究員、ハーバード大学ハーバード・ロー・スクール人権プログラム客員研究員等を経て、1993年、京都府立医科大学大学院医学研究科社会医学専攻博士課程修了、博士（医学）。同年アジア医師連絡協議会ジブチ・ソマリア難民キャンプ医療援助プロジェクト派遣医師を経て、近畿大学医学部衛生学教室助手に就任。1994年日本青年会議所TOYP（The outstanding young persons）大賞受賞。1995年JAMIC 懸賞論文論文部門最優秀賞。1997年、近畿大学医学部衛生学教室講師、2001年、助教授。同年、一橋大学大学院社会学研究科地球社会研究専攻助教授。2006年同教授（地球社会研究専攻平和社会論（文化精神医学））。専門は文化精神医学、医療人類学、ジェンダーとセクシュアリティ。

## 著書

### 単著
- 『異文化を生きる』星和書店〈こころのライブラリー〉、2002年。ISBN　978-4-7911-0467-3
  - 増補『傷のあわい』ちくま文庫（解説奈倉有里）、2025年。ISBN 978-4-480-44015-0
- 『トラウマの医療人類学』みすず書房、2005年、新装版、2019年。ISBN 978-4-622-08871-4
- 『環状島＝トラウマの地政学』みすず書房、2007年、新装版、2018年。ISBN 978-4-622-08738-0
- 『傷を愛せるか』大月書店、2010年。ISBN 978-4-272-42012-4
  - 増補新版、筑摩書房〈ちくま文庫〉、2022年。ISBN 978-4-480-43816-4
- 『震災トラウマと復興ストレス』岩波書店〈岩波ブックレット〉、2011年。ISBN 978-4-00-270815-7
- 『トラウマ』岩波新書、2013年。ISBN 978-4-00-431404-2
- 『ははがうまれる』福音館書店〈母の友の本〉、2016年。ISBN 978-4-8340-8245-6
- 『トラウマにふれる：心的外傷の身体論的転回』金剛出版、2020年。ISBN 978-4-7724-1770-9
- 『傷つきのこころ学』NHK出版〈学びのきほん〉、2024年。ISBN 978-4-14-407321-2
- 『100分de名著：安克昌『心の傷を癒すということ』』NHK出版、2024年。ISBN　978-4-14-223171-3　※2025年1月度テキスト。

### 編著
- 『トラウマとジェンダー：臨床からの声』金剛出版、2004年。ISBN　978-4-7724-0815-8
- 『医療現場におけるDV被害者への対応ハンドブック：医師および医療関係者のために』明石書店、2008年。ISBN　978-4-7503-2719-8
- 『性的支配と歴史：植民地主義から民族浄化まで』大月書店、2008年。ISBN　978-4-272-35027-8
- 『環状島へようこそ：トラウマのポリフォニー』宮地尚子編、日本評論社、2021年。ISBN　978-4-535-56395-7

### 共著
- （村上靖彦）『とまる、はずす、きえる：ケアとトラウマと時間について』青土社、2023年。

### 翻訳
- （ウヴェ・フリック）『質的研究入門：〈人間の科学〉のための方法論』小田博志監訳、宮地尚子ほか訳春秋社、2002年。 / 新版、春秋社、2011年。ISBN　978-4-393-49910-8
- （バリー・M・コーエン（英語版）ほか編著）『多重人格者の心の内側の世界：154人の当事者の手記』宮地尚子監訳、安克昌ほか訳、作品社、2003年。ISBN　978-4-87893-446-9
- （リチャード・B・ガートナー）『少年への性的虐待：男性被害者の心的外傷と精神分析治療』宮地尚子・井筒節・岩崎直子・村瀬健介ほか共訳、作品社、2005年。ISBN　978-4-86182-013-7
- （キャロライン・M・バイヤリー）『子どもが性被害をうけたとき：お母さんと、支援者のための本』宮地尚子監訳、菊池美名子・湯川やよい訳、明石書店、2010年。ISBN　978-4-7503-3268-0